# プタスダラ
プタスダラ（学名: Micromesistius poutassou）は、ミナミダラ属を構成する1種。ブルーホワイティング（英: blue whiting）とも呼ばれる。
大西洋北東部のモロッコからアイスランド、スピッツベルゲン島、地中海北部に生息しているほか、カナダとグリーンランドの間に位置する大西洋北西部にも生息しているがまれな存在である。
体形は細長く、軀幹部の下面は銀色。体長は最大で40センチメートル以上にもなる。
南半球では近縁種のミナミダラが生息している。

## 水産業

FAOが報告した1950年から2022年にかけてのプタスダラの漁獲量（単位: 100万トン）

プタスダラの漁獲は1970年代に始まったばかりであるが、この種は過去数十年の間にロシアを含む北欧諸国の水産業の中で重要性を増しつつある。漁獲量は1998年から2008年にかけて100万トンを超えた。国際連合食糧農業機関（FAO）は2006年、プタスダラを5番目に重要な漁獲魚種であったとしている。しかし、資源の加入量は2006年に低水準に落ち込み、それ以降も個体数が回復しなかったために産卵数が減少し、最終的には漁獲枠の大幅な削減を余儀なくされた。2011年の漁獲枠は4万100トンに設定されたが、これは記録的な漁獲量であった2004年の240万トンの2%以下に過ぎず、同年の実際の漁獲量はその枠を上回っている。
2012年には国際海洋探求会議が漁獲枠を年39万トン以下にすべきであると勧告した。1998年から2008年の漁獲量には及ばないが、2011年の漁獲枠に対する大幅な増加は資源量の評価を見直した結果である。しかし、個体の増加量は依然として少なく、資源は減少すると予測されている。この勧告を受けて、沿岸国は2012年の漁獲枠を39万1000トンに設定した。
この種は通常は生で販売されずに魚粉や魚油に加工されるが、ロシアや南ヨーロッパでは食用魚として販売される場合もある。

## 管理

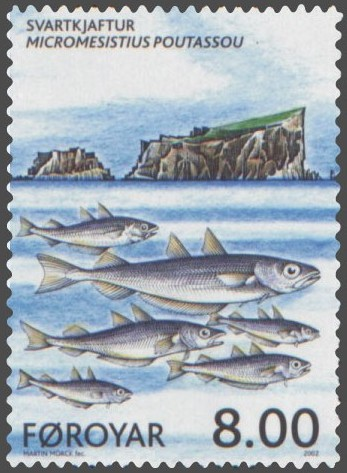
フェロー諸島の切手に描かれたプタスダラ

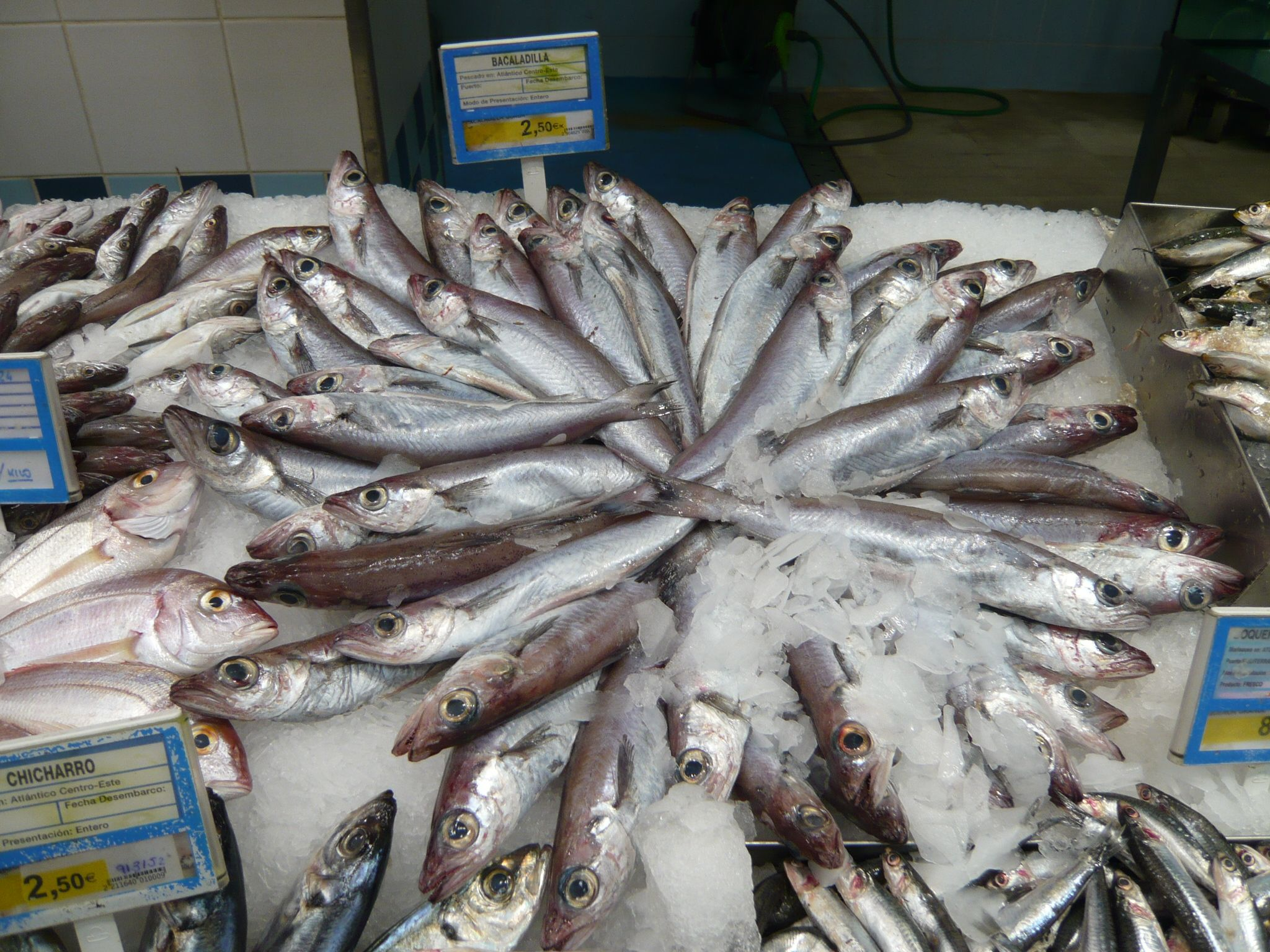
スペインで食用に販売されるプタスダラ

大西洋北東部において、プタスダラはフェロー諸島、欧州連合、アイスランド、ノルウェーの排他的経済水域と公海を回遊しているストラドリング魚類資源である。そのため、効果的な漁獲の規制には国際的な協力が必要である。
ICESは同地域のプタスダラの漁獲枠に対する勧告を行っている。本種の漁は長い間、総漁獲量の配分に関する国際的な協定が結ばれていなかったため、主に各国が定めた漁獲量に応じて規制されていた。その結果、総漁獲量はICESが勧告した漁獲枠を大幅に上回った。しかし、2005年12月にフェロー諸島、欧州連合、アイスランド、ノルウェーが協定を締結し、時に「オリンピック・フィッシング」とも呼ばれた期間に終止符が打たれた。2006年以降、漁はこの協定に基づいて規制されている。この協定ではEUに最大のシェアが与えられたが、割り当て量の交換を経てノルウェーが最大の年間割り当て量を保有している。

## 利用
日本では主に、魚肉を衣で包み白身魚のフライにして食べられる。業務スーパーの「白身フライ」には本種の魚肉が使用されている。